# Itaobim
Itaobim är en kommun i Brasilien.   Den ligger i delstaten Minas Gerais, i den sydöstra delen av landet, 700 km öster om huvudstaden Brasília. Antalet invånare är 21 001.
I omgivningarna runt Itaobim växer huvudsakligen savannskog. Runt Itaobim är det ganska glesbefolkat, med 31 invånare per kvadratkilometer.